# Józef Wincenty Wodzicki
Józef Wincenty Wodzicki (ur. 8 kwietnia 1775 w Krakowie, zm. 14 czerwca 1847 tamże) – polski ziemianin, właściciel Kościelnik i Prokocimia.

## Życiorys
Syn Eliasza i Ludwiki z domu Wielopolskiej. Około 1790 roku ożenił się z Petronelą Jabłonowską. Mieli pięcioro dzieci: Karolinę Ludwikę Mycielską (1800-1849),  Elżbietę Emilię Monikę Zborowską, Aleksandra (1810–1853), Henryka (1813–1884),  Kazimierza Stanisława Michała (1816–1889).
Jego ojciec w 1796 roku przepisał Prokocim swojej żonie, a ta w 1805 roku sporządziła kontrakt kupna–sprzedaży dóbr na rzecz Józefa. Transakcja została sfinalizowana w 1810 roku.
W 1794 roku przerwał studia w Lipsku i wrócił do kraju, jednak pomimo podpisania akcesu nie zdążył wziąć udziału w insurekcji kościuszkowskiej. Ok. 1807 sprowadził do Galicji nielegalnie Franciszka Ksawerego Matejkę, ojca Jana, jako nauczyciela muzyki dla swoich synów w Kościelnikach. W latach 1811–1813 był członkiem Rady Departamentowej Krakowa. Gdy w 1813 roku książę Józef Poniatowski wycofał się za Wisłę od 30 kwietnia do 7 maja zamieszkał w prokocimskim dworze.
W 1816 roku podczas przeprowadzania demarkacji granicznej Wodzicki był komisarzem z ramienia Austrii.
Podczas powstania listopadowego w obawie przed rozruchami Senat zezwolił na utworzenie Gwardii Narodowej. Jej członkami byli zamożni kupcy, rękodzielnicy, właściciele domów i synowie bogatych kupców. Dowódcą został Józef Wodzicki. W 1831 roku stanowisko po nim objął Antoni Helcel.
Po wybuchu rewolucji krakowskiej 23 lutego 1846 roku krakowianie powołali tymczasowy rząd, a Józef Wodzicki został prezesem Komitetu Bezpieczeństwa.
Należał do loży masońskiej „Przesąd Zwyciężony”, a w 1815 roku został mistrzem.
Był znany i lubiany. Był uważany za jednego z najbogatszych obywateli miasta. Posiadał Prokocim z częścią Piasków oraz Kościelniki, a w 1826 roku odziedziczył po siostrze Tekli pałac Małachowskich.
Jako właściciel Prokocimia rozbudował pałac. W 1844 roku przekazał na użytek szkoły parafialnej pomieszczenie w budynkach dworskich. W 1844 roku przekazał Prokocim synowi Kazimierzowi Wodzickiemu.
Zmarł 14 czerwca 1847 roku. Pochowany 16 czerwca na Cmentarzu Rakowickim. Jak napisano w „Gazecie Krakowskiej” „mimo wątpliwej pogody, towarzyszyła zwłokom jego do ostatniego schronienia, połowa niemal ludności tutejszego miasta”.